# Stefan av Bosnien
Stefan av Bosnien, död 1095, var Bosniens regent från 1084 till 1095.